# Царь Горы (саундтрек)
Царь горы (саундтрек) (англ. King of the Hill: Music from and Inspired by the TV Series King of the Hill) — саундтрек к мультипликационному ситкому канала Fox «Царь горы». Был выпущен в 1999 году на лейбле Asylum Records.
Альбом включает в себя cover-версии южных рок-песен и оригинальных песен, исполненных кантри- и рок-артистами (некоторые из них появлялись в шоу). Две нарезки из альбома были в чарте «Горячих Кантри Песен»: Трэвис Тритт и Джордж Торогод, перепевшие песню Хэнка Вилльямса «Move It On Over» место № 66 и Brooks & Dunn, перепевшие песню Боба Сигера «Against the Wind» место № 53 (на песню был также снят музыкальный клип).
Диск занял 72-е место в американском чарте Billboard 200.

## Список композиций
1. «Move It On Over» — Travis Tritt / George Thorogood
2. «Get in Line» — Barenaked Ladies
3. «Down on the Corner» — The Mavericks
4. «Straight to the Moon» — Sheryl Crow
5. «Against the Wind» — Brooks & Dunn
6. «Piece of My Heart» — Faith Hill
7. «I Know a Little» — Trace Adkins
8. «Mow Against the Grain» — The Hill Family Singers
9. «East Bound and Down» — Tonic
10. «Free Fallin'» — Deana Carter
11. «Angel Flying Too Close to the Ground» — Willie Nelson / Mark McGrath
12. «Teddy Bear» — Hank Hill
13. «El Paso» — The Old 97’s
14. «One Tin Soldier» — Luanne Platter (Brittany Murphy)
15. «King of the Hill Theme» — The Refreshments